# 歐洲野蘋果
歐洲野蘋果（Malus sylvestris）是蘋果屬的一種植物，原產於歐洲。

## 形態
歐洲野蘋果是一種大型灌木或小喬木，壽命在八十至一百年間，高度可達10（33英尺），樹幹直徑可達23—45（9.1—17.7英寸）。它對光線要求比較高，因此一般只見於叢林邊緣地帶。歐洲野蘋果並不常見，但遍佈歐洲各國。

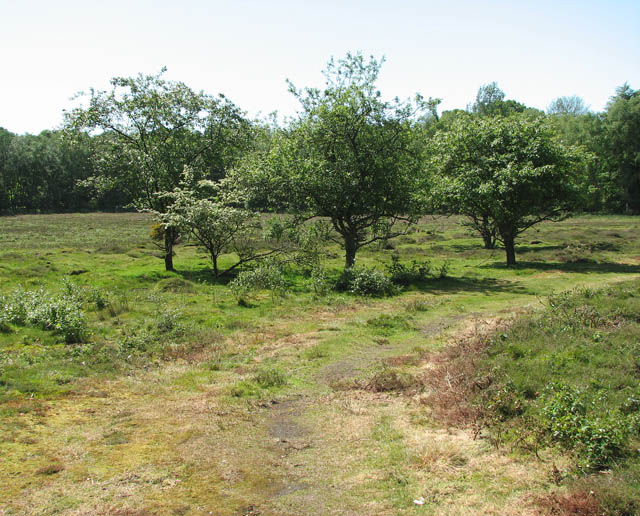
樹叢
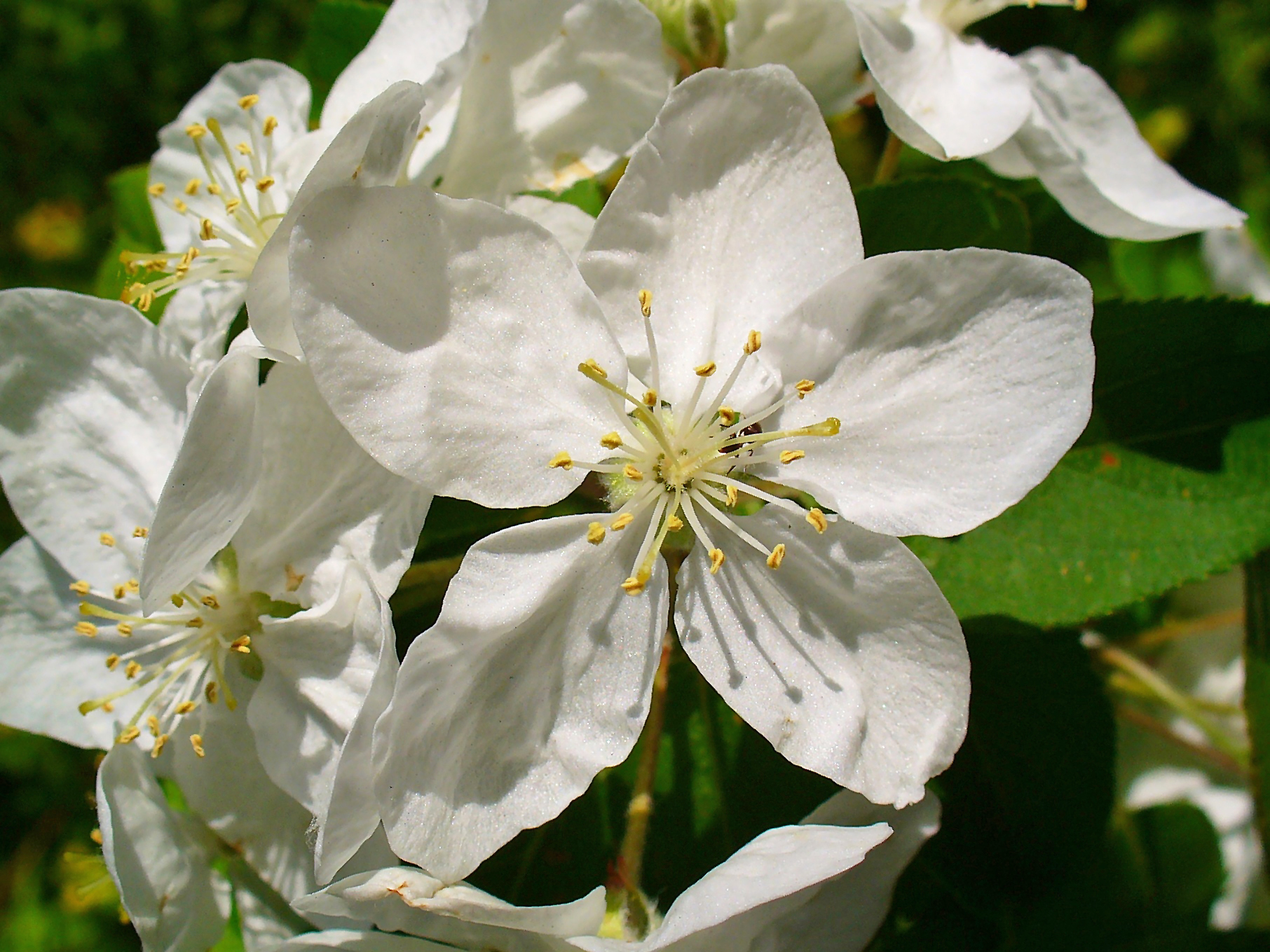
白花
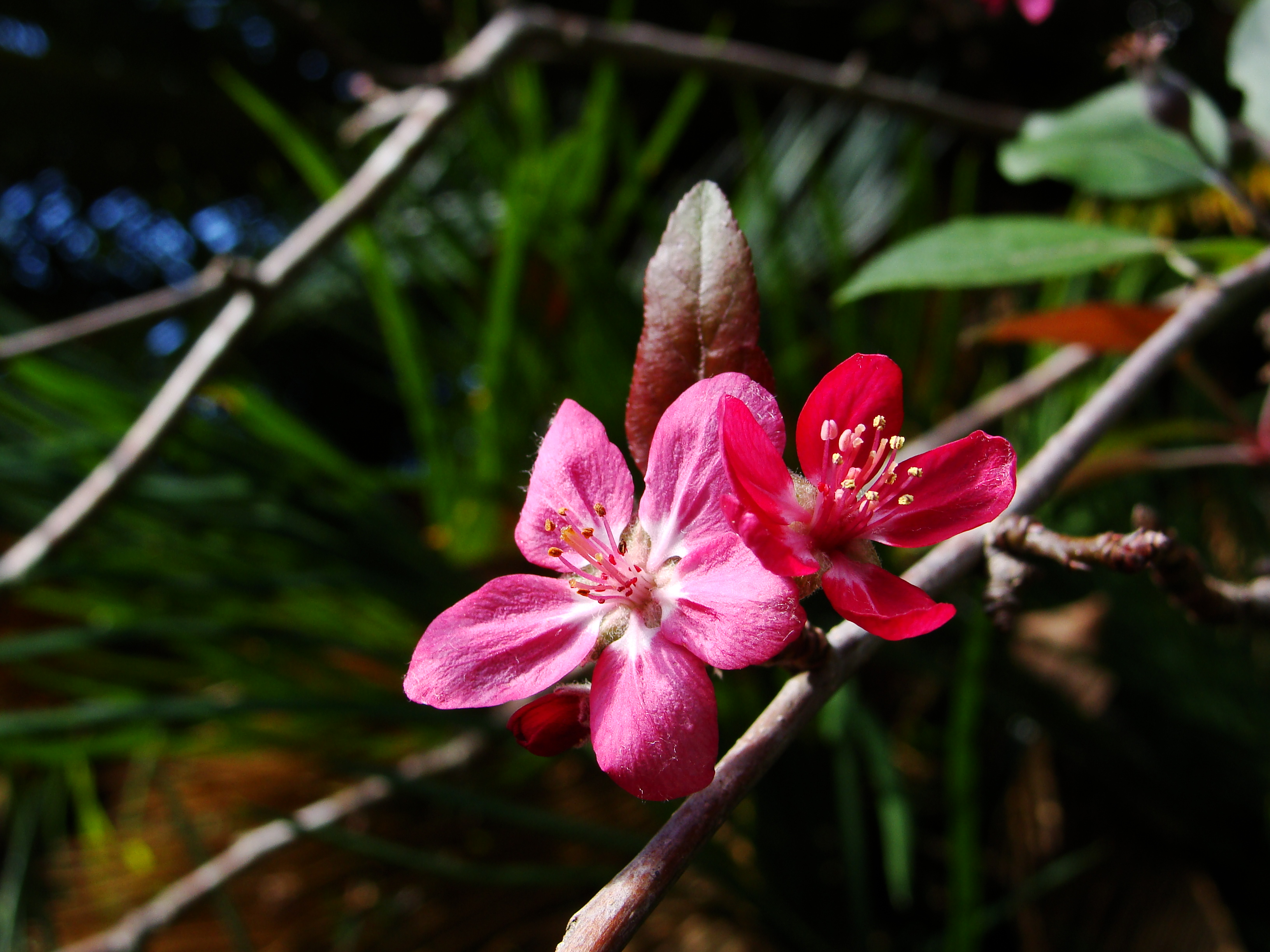
粉花
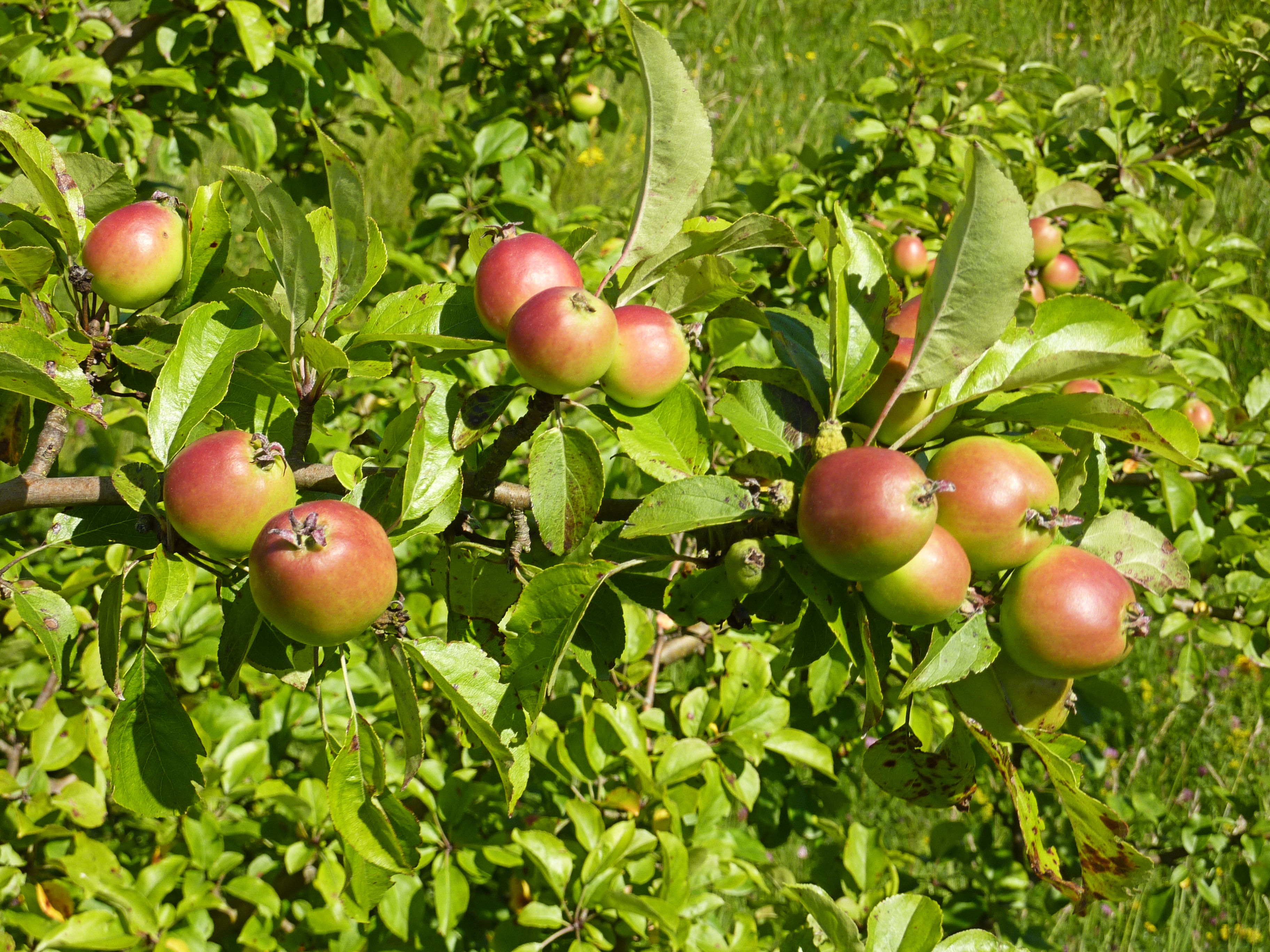
成熟的果實
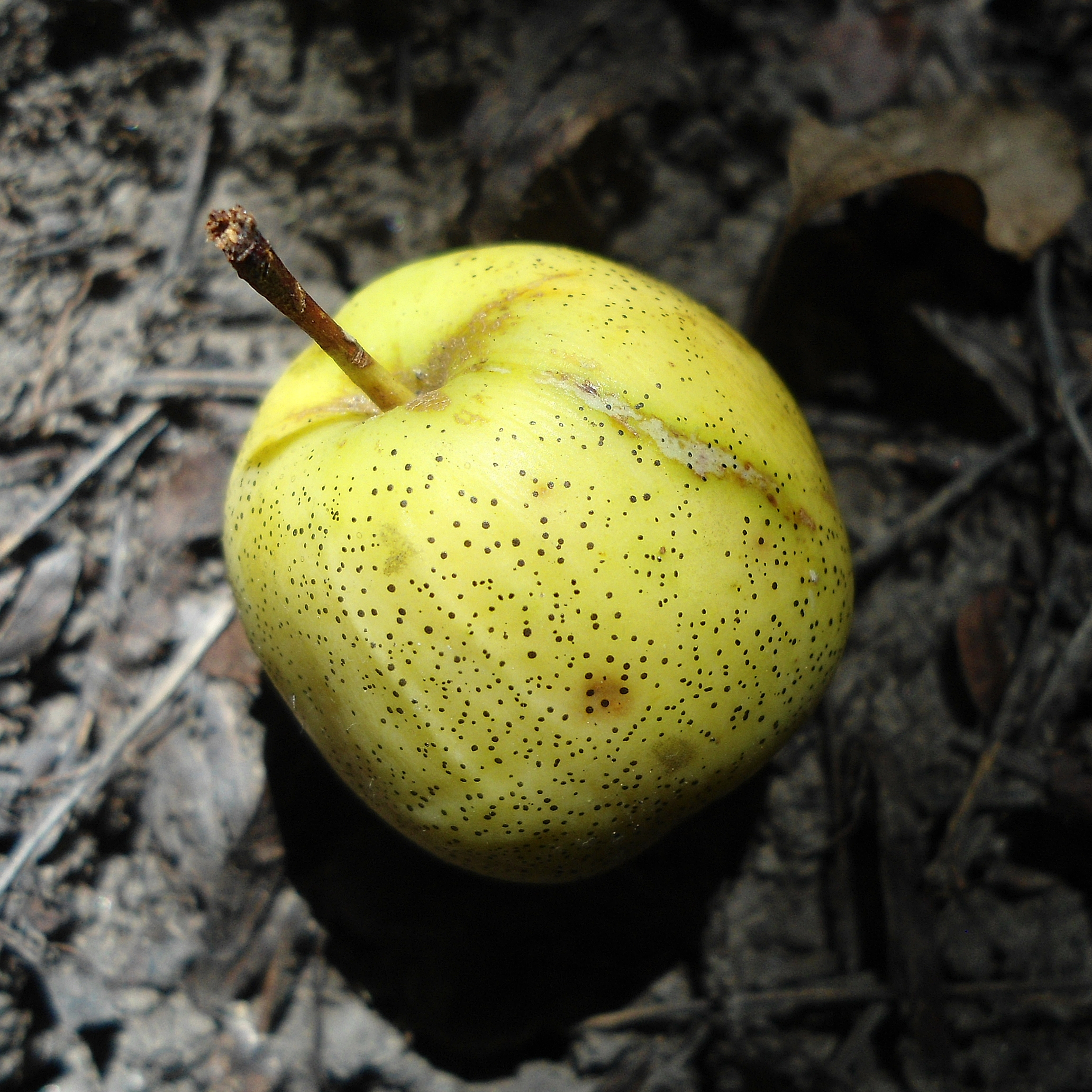
果實

## 外部連結
- USDA Plants Profile for Malus sylvestris
- Jepson Manual (JM93) treatment of Malus sylvestris （页面存档备份，存于）
- Topwalks.net: Plants of Spain, Malus sylvestris
- EUFORGEN species page: Malus sylvestris （页面存档备份，存于）